# Lorenzo Cozza
Lorenzo Cozza (San Lorenzo Nuovo, 31 de março de 1654 - Roma, 19 de janeiro de 1729) foi um cardeal do século XVIII

## Biografia
Nasceu em San Lorenzo Nuovo em 31 de março de 1654, Grotte di S. Lorenzo (mais tarde Grotte di Castro), perto de Bolsena, diocese de Montefiascone. Filho de Lorenzo Cozza, de família originária de Parma, e Ludovica Valeri, de família patrícia de Bolsena. Seu nome de batismo era Simone. Seu pai morreu quando ele tinha sete anos; e sua mãe quando ele tinha treze anos.
Foi educado com o apoio dos familiares, que se opunham à sua entrada na vida religiosa; ingressou na Ordem dos Frades Menores Observantes, na província romana, no convento dos SS. Trinità, Orvieto, 1669; assumiu o nome de Francesco Lorenzo di S. Lorenzo. Estudou filosofia no convento franciscano de Nápoles (teologia); e nos conventos franciscanos de Viterbo e S. Maria in Aracoeli, Roma (teologia); obteve o título de mestre em teologia em 1691.
Ordenado sacerdote em 1677. Em sua ordem, leitor de teologia no convento de Araceoli; leitor de filosofia no convento de S. Diego, Nápoles, 1676; e leitor de teologia no convento de Viterbo, onde também se tornou guardião; voltou ao convento de Aracoeli como leitor de teologia e, mais tarde, em 1696, tornou-se guardião. Confessor e teólogo do cardeal Urbano Sacchetti, bispo de Viterbo. Definidor da província romana de sua ordem. Encarregado pelo ministro geral de visitar os conventos da Bósnia, Dalmácia e Lombardia. Consultor da SC do Índice e qualificador da Suprema SC da Inquisição Romana e Universal no pontificado do Papa Clemente XI. Superior da província romana, 1704. Guardião do mosteiro franciscano de Jerusalém, 1709-1715; enquanto na Terra Santa, como vigário apostólico, reconciliou o patriarca maronita Jacobus Petrus de Antioquia e seus fiéis com a Santa Sé; ele retornou a Roma em 1715. Ele foi fundamental na reconciliação e união com Roma do Patriarca Michele Capisoli de Alexandria em 1713. Vice-comissário geral de sua ordem por breve apostólico do Papa Clemente XI em 1715. Eleito ministro geral de sua ordem no capítulo celebrado em Aracoeli, sob a presidência do Papa Inocêncio XIII, em 15 de maio de 1723, com 183 votos a favor e 108 contra; ele ocupou o cargo até 1727. Auxiliou o Papa Inocêncio XIII em sua morte em 1724. Ele foi um escritor prolífico.
Criado cardeal sacerdote no consistório de 9 de dezembro de 1726; recebeu o gorro vermelho e o título de S. Lorenzo em Panisperna, em 16 de dezembro de 1726. Obteve permissão para continuar como ministro geral de sua ordem, em 9 de dezembro de 1726. Optou pelo título de S. Maria em Aracoeli, em 20 de janeiro de 1727.
Morreu em convento de S. Bartolomeo all'Isola, Roma em 19 de janeiro de 1729, à 1h30. Exposto na igreja do convento, onde no dia seguinte se realizou a capella papalis, e sepultado na mesma igreja. Ele deixou seus poucos bens e rica biblioteca pessoal para aquele convento.